# Вилчеле (комуна, Олт)
Вилчеле (рум. Vâlcele) — комуна у повіті Олт в Румунії. До складу комуни входять такі села (дані про населення за 2002 рік):
- Беркенешть (899 осіб)
- Вилчеле (1010 осіб)
- Вилчелеле-де-Сус (987 осіб)

Комуна розташована на відстані 124 км на захід від Бухареста, 21 км на південний схід від Слатіни, 58 км на схід від Крайови.

## Населення
За даними перепису населення 2002 року у комуні проживали 2896 осіб.
Національний склад населення комуни:
| Національність | Кількість осіб | Відсоток |
| -------------- | -------------- | -------- |
| румуни         | 2889           | 99,8%    |
| цигани         | 6              | 0,2%     |
| німці          | 1              | < 0,1%   |

Рідною мовою назвали:
| Мова      | Кількість осіб | Відсоток |
| --------- | -------------- | -------- |
| румунська | 2890           | 99,8%    |
| циганська | 6              | 0,2%     |

Склад населення комуни за віросповіданням:
| Релігія       | Кількість осіб | Відсоток |
| ------------- | -------------- | -------- |
| православні   | 2895           | > 99,9%  |
| римо-католики | 1              | < 0,1%   |

## Зовнішні посилання
- Дані про комуну Вилчеле на сайті Ghidul Primăriilor